# 吉原村 (石川県)
吉原村（よしはらむら）は石川県能美郡にあった村。現在の白山市南部、手取川左岸にあたる。

## 地理
- 山 ： 岳峰
- 河川 ： 手取川

## 歴史

### 村名の由来
吉谷の「吉」と河原山の「原」から命名。

### 沿革
- 1889年（明治22年）4月1日 - 町村制の施行により、釜清水村、下吉谷村、上吉谷村、西佐良村、三ツ屋野村、河原山村及び仏師ヶ野村の区域をもって、吉原村が発足する。
- 1907年（明治40年）8月5日 - 別宮村、河野村及び吉原村が合併して、鳥越村が発足する。

## 交通

### 鉄道路線
後に北陸鉄道金名線の釜清水駅・下吉谷駅・西佐良駅・三ツ屋野駅・白山下駅が所在したが、当時は未開業。